# Линдонвил (Њујорк)
Линдонвил (енгл. Lyndonville) град је у америчкој савезној држави Њујорк.

## Демографија
По попису из 2010. године број становника је 838, што је 24 (-2,8%) становника мање него 2000. године.
| Група             | 2000.       | 2010.       |
| Белци             | 839 (97,3%) | 781 (93,2%) |
| Афроамериканци    | 2 (0,2%)    | 13 (1,6%)   |
| Азијати           | 4 (0,5%)    | 4 (0,5%)    |
| Хиспаноамериканци | 13 (1,5%)   | 19 (2,3%)   |
| Укупно            | 862         | 838         |